# Henryk Szarmach
Henryk Jakub Szarmach (ur. 25 lipca 1924 w Chwarznie, zm. 20 października 2020 w Gdańsku) – polski lekarz i nauczyciel akademicki, specjalista w zakresie wenerologii i dermatologii, profesor nauk medycznych, poseł na Sejm PRL IX kadencji i na Sejm kontraktowy (X kadencji).

## Życiorys
Syn Roberta i Leokadii. W 1952 ukończył studia na Akademii Medycznej w Gdańsku. Doktorat obronił w 1961, habilitował się w 1967 na podstawie rozprawy dotyczącej rytmu dzienno-nocnego odczynowości alergicznej skóry u ludzi. W 1978 został profesorem nadzwyczajnym, a w 1987 profesorem zwyczajnym. Specjalizował się w zakresie wenerologii i dermatologii. Praktykował również w ramach prywatnej przychodni.
W latach 1969–1982 pełnił funkcję kierownika Katedry i Kliniki Dermatologii Akademii Medycznej w Białymstoku. Później do 1994 był kierownikiem Katedry i Kliniki Chorób Skórnych i Wenerycznych Akademii Medycznej w Gdańsku. Jednocześnie do 1986 sprawował patronat nad Kliniką Dermatologiczną białostockiej AM.
W 1968 wstąpił do Zjednoczonego Stronnictwa Ludowego. Zasiadał w plenum wojewódzkiego komitetu tej partii w Białymstoku, był też wiceprezesem komitetu miejskiego. Był radnym Wojewódzkiej Rady Narodowej oraz przewodniczącym komisji zdrowia rady wojewódzkiej Patriotycznego Ruchu Odrodzenia Narodowego. Zasiadał w Centralnej Komisji Kwalifikacyjnej. Był członkiem honorowym towarzystwa dermatologicznego Niemiec Wschodnich oraz współzałożycielem European Contact Dermatitis Research Group z siedzibą w Erfurcie. W latach 1985–1991 był posłem na Sejm PRL IX kadencji oraz na Sejm kontraktowy z ramienia ZSL. W Sejmie IX kadencji był członkiem Komisji Nauki i Postępu Technicznego. Pod koniec X kadencji zasiadał w KP Polskiego Stronnictwa Ludowego. W jej trakcie przewodniczył Komisji Zdrowia. W wyborach w 1993 z ramienia PSL bez powodzenia kandydował do Senatu w województwie gdańskim.
W 2007 został honorowym członkiem Towarzystwa Badań Naukowych Sigma Xi.
Pochowany na Cmentarzu Łostowickim.

## Dorobek naukowy i dydaktyczny
Prowadził pionierskie w Polsce badania nad diagnostyką wyprysku kontaktowego i najczęstszymi alergenami przy użyciu testów płatkowych. Pracował nad zestawami alergenów kontaktowych, które zostały zaakceptowane do powszechnego stosowania w czasie II Konferencji Naukowej Sekcji Alergologicznej Polskiego Towarzystwa Dermatologicznego w Białowieży w 1970. Razem z profesorem Bogdanem Romańskim prowadził badania nad rolą alergenów wziewnych w atopowym zapaleniu skóry, współpracując z lekarzami chorób wewnętrznych, zajmował się zaburzeniami wchłaniania w jelicie cienkim oraz zaburzeniami czynności wątroby w przebiegu chorób alergicznych, trądziku różowatego oraz innych dermatoz. W ramach współpracy z Zakładem Farmacji Stosowanej Akademii Medycznej w Gdańsku w Klinice Dermatologii opracowano recepturę maści ochronnej zawierającej olej etoksypolisiloksanowy, przeznaczonej głównie dla pracowników przemysłu morskiego i przetwórstwa rybnego.
Autor około 200 publikacji i doniesień w czasopismach krajowych i zagranicznych. Napisał osiem rozdziałów w podręcznikach, współautor skryptu dla studentów Leczenie zewnętrzne chorób skóry (1983). Promotor dwudziestu doktoratów, opiekun pięciu habilitacji.

## Odznaczenia
- Krzyż Oficerski Orderu Odrodzenia Polski[8]
- Krzyż Kawalerski Orderu Odrodzenia Polski[8]
- Krzyż Partyzancki[8]
- Medal Zwycięstwa i Wolności 1945[8]
- Złoty Krzyż Zasługi[4]
- Medal Komisji Edukacji Narodowej (dwukrotnie)[4]